# Örökösföld
Örökösföld', Nyíregyháza egyik városrésze, melynek építését az 1980-as években kezdték el.

## Fekvése
Nyíregyházán, az Igrice csatorna és az Orosi út, illetve a Család utca és az orosi határ közötti terület.

## Nevének eredete
Kétféle magyarázat létezik. Az egyik hogy a Szabolcs, és Békés megyékbe szlovákokat, tirpákokat költöztette majd a parasztok megkapták a területet földesuraiktól örökváltság formájában, és erről nevezték el Örökösföldet. A másik magyarázat meg szintén az Örökváltsághoz köthető, ugyanis a két világháború között volt a tirpákok örökváltságának 100. évfordulója és nagyszabású ünnepséget rendeztek ennek örömére és úgy tartják ekkor került sor a névadásra és ezért nevezték el Örökösföldnek.

## Története
Örökösföld, Nyíregyháza délkeleti részén az Igrice csatorna és az Orosi út között, illetve a Család utca és az orosi határ közötti területen épült lakótelep. 
Építését az 1980-as években kezdték el mintegy 0,7 négyzetkilométer kiterjedésű területen.2023-ra a lakótelep 10.155 lakosával Nyíregyháza 11 városrésze közül a legsűrűbben lakott terület, ahol a város népességének 8,8 százaléka él.

## Látványosságok

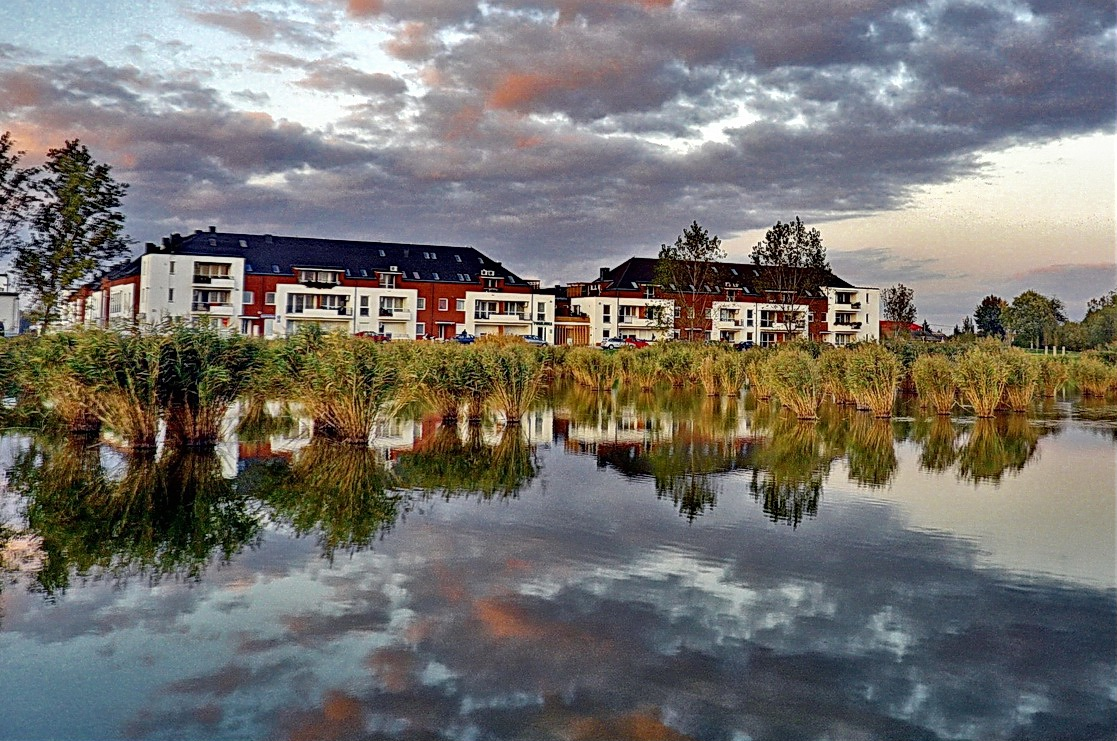
Örökösföld házai a Bujtosi-tó partján

- Jósa András Oktatókorház
- Bujtosi Városliget
- Örökösföldi Akadémia Sportpálya